# Treskavac
Treskavac (cyr. Трескавац) – wieś w Bośni i Hercegowinie, w Republice Serbskiej, w gminie Ribnik. W 2013 roku liczyła 54 mieszkańców.